# Могзон (станція)
Могзон (рос. Могзон) — станція Читинського регіону Забайкальської залізниці Росії, розташована на дільниці Заудинський — Каримська між станціями Загаріно (відстань — 21 км) і Гонгота (21 км). Відстань до ст. Заудинський — 405 км, до ст. Каримська — 240 км.